# Lilltjärnen (Ramsele socken, Ångermanland, 703703-152897)
Lilltjärnen är en sjö i Sollefteå kommun i Ångermanland och ingår i Ångermanälvens huvudavrinningsområde.